# Bouncy Castle
Bouncy Castle Crypto API sind eine Sammlung quell-offener kryptographischer Programmierschnittstellen (API) für die Programmiersprachen Java und C#. Sie werden von der in Australien ansässigen Legion of the Bouncy Castle Inc. betreut.

## Beschreibung
Die Bouncy Castle Crypto APIs enthalten einen Provider für die JCE und die JCA, die auf einer direkten Programmierschnittstelle für Java (lightweight API) aufsetzt, sowie Komponenten für diverse Protokolle (OpenPGP, S/MIME, CMS, TSP, CMP) und Zertifikate (CRMF, PKCS#10, X.509). Die Bouncy Castle Crypto APIs umfassen auch eine Schnittstelle für die Programmiersprache C#, die jedoch nicht alle Algorithmen der Java-Bibliotheken enthält.  Alle Bestandteile stehen unter der MIT-Lizenz.

## Geschichte
Die erste offizielle Version für Java erschien im Mai 2000 und bestand aus 27.000 Zeilen Quellcode. Danach wuchs die Bibliothek stark an. 2006 erschien die erste Version für C#. Die Non-Profit-Organisation Bouncy Castle Inc. wurde erst 2013 gegründet. Die Java-Version 1.52 umfasst mittlerweile ca. 499.000 Zeilen Quellcode. Ein Ausschnitt der Java-Bibliotheken wurde im Oktober 2016 als FIPS-Standard zertifiziert.